# Angonyx boisduvali
Angonyx boisduvali är en fjärilsart som beskrevs av Rothschild 1894. Angonyx boisduvali ingår i släktet Angonyx och familjen svärmare. Inga underarter finns listade i Catalogue of Life.

## Bildgalleri

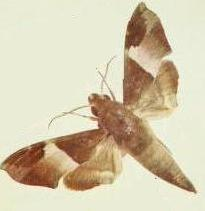